# Liparis letouzeyana
Espèce
Liparis letouzeyana Szlach. & Olszewski est une espèce d'Orchidées du genre Liparis, endémique du Cameroun. Elle a été décrite par les botanistes polonais Dariusz Szlachetko et Tomasz S. Olszewski (es).

## Taxonomie
Son épithète spécifique fait référence au botaniste français René Letouzey qui l'a récoltée en 1972 près du lac Bambuluwe (ceb), à une altitude de 2 000 m, à 10 km au sud sud-est de Bamenda.

## Description
C'est une petite herbe, dotée de pseudobulbes, dont les feuilles peuvent atteindre 5,5 cm de longueur. Ses bractées sont jaunâtres et ses fleurs sont pourprées à labelle plus foncé.

## Distribution et habitat
Endémique, très rare, elle n'est connue qu'à travers l'échantillon-type, fertile, récolté par Letouzey.
Son milieu est celui du pâturage de montagne à Sporobolus.